# Rhachoepalpus blandus
Rhachoepalpus blandus är en tvåvingeart som beskrevs av Charles Howard Curran 1947. Rhachoepalpus blandus ingår i släktet Rhachoepalpus och familjen parasitflugor.
Artens utbredningsområde är Colombia. Inga underarter finns listade i Catalogue of Life.